# Форд-А
З 1903 до 1904 року випускалась інша модель «Форд» з індексом А.
Ford Model A (також Форд-А) — легковий автомобіль, що вироблявся американською компанією Ford Motor Company з 1927 по 1931 рік. У виробничій класифікації компанії «Форд» був другим після «Ford Model A» першого покоління. Автомобіль мав другий за масштабом успіх після моделі Ford Model T, всього було випущено 4 858 644 одиниць автомашин.
Автомобіль «моделі А» готувався на заміну своєму найуспішнішому попереднику «моделі Т», який вироблявся 18 років. І хоча перша модель вийшла із заводу 20 жовтня 1927 року, але її не могли продати до 2 грудня. Однак незабаром бум на новітні автомобілі досяг колосального попиту, й 4 лютого 1929 «Форд» випустив уже перший мільйон машин цієї моделі, а 24 липня — другий мільйон. Ціна на машину того часу становила від 500 до 1 200 $ US.
Наступною моделлю виробництва «Форд» стала «модель B», що вийшла з воріт заводу в березні 1932 року.